# 印西市立木刈小学校
印西市立木刈小学校（いんざいしりつ きかりしょうがっこう）は、千葉県印西市木刈二丁目にある印西市立公立小学校。

## 概要
印西市の西部に位置する。

## 沿革
- 1984年（昭和59年）4月5日 - 印西町立木刈小学校として開校[1]。
- 1991年（平成03年）4月1日 - 印西町立小倉台小学校へ分離[1]。
- 2017年（平成29年）4月 -  印西市立永治小学校が廃校し、木刈小学校に統合。

## 通学区域
印西市木刈一丁目、木刈二丁目、木刈三丁目、木刈四丁目、木刈五丁目、木刈六丁目、木刈七丁目、牧の木戸一丁目及び大塚三丁目、浦部、白幡、浦幡新田、小倉、浦部村新田及び高西新田の全部の区域並びに和泉及び発作の各一部の区域。

## 進学先中学校
- 印西市立木刈中学校
- または私立、県立中学校

## 著名な出身者
- 田端信成（サッカー選手）
- 深津康太（サッカー選手）
- 木暮聡 - 総合格闘家